# Django adios !
Pour les articles homonymes, voir Django.
Pour plus de détails, voir Fiche technique et Distribution.
Django adios ! (Seminò morte... lo chiamavano il Castigo di Dio!) est un western spaghetti italien sorti en 1972, réalisé par Roberto Mauri.

## Synopsis
Django, ancien shérif fédéral, est accusé d'avoir dérobé l'argent destiné à la construction d'une école et de l'église de Silver City. En prison, il rencontre Spirito Santo, un bandit qui se dit au service de la révolution. Ils parviennent à s'évader tous les deux, grâce à un mystérieux chef. Mais Django découvre bientôt que ce chef s'appelle Scott Miller, qu'il avait autrefois recherché pour un triple homicide.

## Fiche technique
- Titre en France : Django adios ![1]
- Titre original italien : Seminò morte... lo chiamavano il Castigo di Dio!
- Genre : western spaghetti
- Réalisation : Roberto Mauri
- Scénario : Roberto Bianchi Montero et Roberto Mauri
- Musique : Vasili Kojucharov
- Production : Virginia Cinematografica
- Photographie : Mario Mancini
- Montage : Adriano Tagliavia
- Décors : Emilio Zago
- Format d'image : 2.35:1
- Durée : 82 minutes
- Année de sortie : 1971
- Pays de production :  Italie
- Langue originale : italien
- Distribution en Italie : Indipendenti Regionali

## Distribution
- Brad Harris : Django
- José Torres : Spirito Santo
- Vassili Karis : Scott
- Maretta Procaccini : Susan
- Zara Cilli : Giselle
- Roberto Messina : un homme de Scott
- Franco Pasquetto : un complice de Spirito Santo
- Matilde Antonelli : Marianne
- Mariella Palmich
- Irio Fantini
- Emilio Messina : un homme de Spirito Santo
- Sandro Scarchilli : Ramon